# Музей сестёр Бронте
Музей сестёр Бронте (англ. Brontë Parsonage Museum, Музей «Дом священника Бронте») содержится Обществом сестёр Бронте в честь знаменитых писательниц — Шарлотты, Эмили и Энн Бронте. Расположен в Хоэрте, Уэст-Йоркшир, районе Англии, где находятся вересковые пустоши. Музей популярен среди тех, кто пытается найти источник вдохновения сестёр, так как здесь они провели большую часть жизни и написали свои известные романы.
В музее хранятся личные вещи семьи, в доме сохранена первозданная атмосфера той эпохи, в комнатах висят картины, принадлежащие руке Бренуэлла Бронте, а также рисунки сестёр Бронте.

## Семья Бронте
В 1820 году Патрик Бронте отправился в Хоэрт, так как получил здесь место священнослужителя. Он прибыл в деревню с женой Марией и своими шестью детьми. Хотя всю свою оставшуюся жизнь семья провела именно в Хоэрте, а вересковые пустоши послужили местом вдохновения сестер на написание их знаменитых романов, таких как «Джейн Эйр», «Грозовой перевал» и «Незнакомка из Уайлдфелл-Холла», история семейства Бронте начинается не в Йоркшире, а в Ирландии, откуда был родом Патрик Бронте.
Подстегиваемый амбициями, Патрик покинул родные края и поступил в колледж Св. Иоанна при Кембридже, где сменил свою настоящую фамилию Бранти на более благозвучную — Бро́нте. Серьёзное усердие позволило юноше получить место в Кембридже и затем несколько постов священнослужителя в различных  графствах Англии, преимущественно на севере страны. В итоге он получил собственный приход в деревне Хоэрт. К этому времени Патрик уже был издаваемым автором поэзии и беллетристики.
15 сентября 1821 года умерла его жена, Мария Бронте, и её незамужняя сестра, Элизабет Бренуэлл, приехала из Пензанса чтобы заботиться о своих племянниках.

## Галерея
- Дом семьи Бронте, 1863 год
- Музей Бронте
- Вид на Музей со стороны кладбища
- Статуя Сестер Бронте во внутреннем дворе Музея
- Погост возле Музея
- Пасторат в марте 1990 года